# Бензидин
Бензиди́н (пара-амінодифеніл) {\displaystyle {\ce {H2N-C6H4-C6H4-NH2}}} — ароматичний діамін, важливий напівпродукт для одержання прямих азобарвників. Являє собою білі кристали з температурою плавлення 127 °C.
Бензидин, β-нафтиламін, 4-амінобіфеніл — сильні канцерогени, в Британії промислове використання заборонене; α-нафтиламін, о-толідин, дихлорбензидин, дианізідин — застосування під суворим контролем .

## Отримання
В промисловості бензидин одержують відновленням нітробензолу цинковим пилом у лужному середовищі. При цьому поряд з азобензеном, аніліном та іншими продуктами відновлення утворюється гідразобензен, який під дією кислот перегруповується в бензидин (бензидинове перегрупування):

## Застосування
Барвники, отримані діазотуванням бензидину з подальшою азокопуляцією є важливими представниками прямих барвників, проте через канцерогенність бензидину зараз вони застосовуються набагато менше. Такі барвники мають глибший колір, ніж моноазобарвники, утворені при розриві біфенілового зв'язку. Вони також є pH-індикаторами, тому що в кислому середовищі їхній колір сильно поглиблюється.